# Giulia Calenda
Giulia Calenda (Roma, ...) è una sceneggiatrice italiana.

## Biografia
Giulia Calenda è figlia della regista Cristina Comencini e del giornalista Fabio Calenda; suo nonno è il regista Luigi Comencini, la regista Francesca Comencini e la scenografa e costumista Paola Comencini sono sue zie.
Suo fratello è Carlo Calenda.
Ha esordito al cinema nel 2002 come co-sceneggiatrice del film Il più bel giorno della mia vita. Il film, diretto dalla madre, le è valso il Nastro d'argento alla migliore sceneggiatura. Successivamente è tornata a sceneggiare altri cinque film della madre, tra cui La bestia nel cuore, candidato all'Oscar al miglior film in lingua straniera.

## Filmografia

### Cinema
- Il più bel giorno della mia vita, regia di Cristina Comencini (2002)
- La bestia nel cuore, regia di Cristina Comencini (2005)
- Solo un padre, regia di Luca Lucini (2008)
- Bianco e nero, regia di Cristina Comencini (2008)
- La donna della mia vita, regia di Luca Lucini (2010)
- Un giorno speciale, regia di Francesca Comencini (2012)
- Acciaio, regia di Stefano Mordini (2012)
- Scusate se esisto!, regia di Riccardo Milani (2014)
- La scelta, regia di Michele Placido (2015)
- Latin Lover, regia di Cristina Comencini (2015)
- Qualcosa di nuovo, regia di Cristina Comencini (2016)
- Mamma o papà, regia di Riccardo Milani (2017)
- Come un gatto in tangenziale, regia di Riccardo Milani (2017)
- Io sono tempesta, regia di Daniele Luchetti (2018)
- Ma cosa ci dice il cervello, regia di Riccardo Milani (2019)
- Tornare, regia di Cristina Comencini (2020)
- Come un gatto in tangenziale - Ritorno a Coccia di Morto, regia di Riccardo Milani (2021)
- Corro da te, regia di Riccardo Milani (2022)
- Nata per te, regia di Fabio Mollo (2023)
- C'è ancora domani, regia di Paola Cortellesi (2023)
- Il treno dei bambini regia di Cristina Comencini (2024)

### Televisione
- La Storia, regia di Francesca Archibugi – miniserie TV (2024)
- Maschi veri, regia di Matteo Oleotto e Letizia Lamartire – serie TV (2025)

## Riconoscimenti
- David di Donatello
  - 2024 – Migliore sceneggiatura originale per C'è ancora domani
- Nastri d'Argento
  - 2002 – Migliore sceneggiatura per Il più bel giorno della mia vita
  - 2008 – Candidatura al miglior soggetto per Bianco e nero